# High Corrie

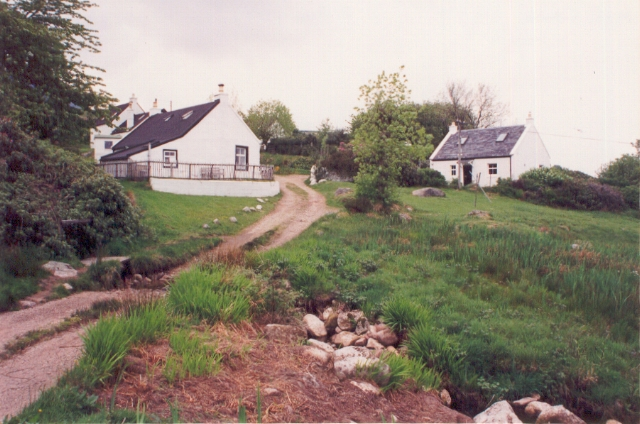
Gebäude in High Corrie

High Corrie ist eine kleine, zur schottischen Ortschaft Corrie auf der Insel Arran gehörende Siedlung. 1971 wurde sie als Ensemble in die schottischen Denkmallisten in der Denkmalkategorie B aufgenommen. High Corrie gilt als gut erhaltenes Beispiel für die traditionelle landwirtschaftliche Siedlungsform des Clachans.

## Beschreibung
High Corrie liegt an den flachen Hängen des Am Binnein oberhalb des Küstenortes Corrie. Es ist über eine kleine Straße zugänglich, die am Südrand von Corrie von der A841 abzweigt. Die Keimzelle der Siedlung entstand wahrscheinlich im 18. Jahrhundert, wobei der Großteil der sieben Gebäude aus dem 18. Jahrhundert stammt. Typisch für diese Siedlungsform ist die eng zusammenliegende Bebauung, jedoch ohne regelmäßige Anordnung. Das Mauerwerk besteht aus Bruchstein und ist äußerlich gekalkt. Die Gebäude sind mit Sprossenfenstern ausgestattet und schließen teilweise mit Satteldächern. Die Häuser werden ausnahmslos genutzt, sind jedoch großteils als Ferienhäuser nur zeitweise bewohnt.